# Tiphiidae
Los tífidos (Tiphiidae) son una familia de himenópteros apócritos solitarios de la superfamilia Tiphioidea (antes considerados en la superfamilia Vespoidea) cuyas larvas en su gran mayoría son ectoparásitos de larvas de diversos escarabajos especialmente de los de la superfamilia Scarabaeoidea. Algunas de las anteriores subfamilias de Tiphiidae son consideradas una familia separada Thynnidae en el nuevo sistema taxonómico.

## Características
Muchas especies son pequeñas, pero otras alcanzan 30 mm. Las hembras de la subfamilia Brachycistidinae carecen de alas. En cambio las hembras de la subfamilia Tiphiinae son siempre aladas.

## Historia natural
Cazan larvas de escarabajos residentes del suelo y en una sola especie cazan grillos topos. La hembra tiene que cavar para encontrar a su presa, por eso carecen de alas en algunas especies. Cuando encuentra una presa la paraliza con el veneno de su aguijón, cava más profundo y construye una celdilla. Pone un huevo en la presa para que la cría pueda alimentarse durante su desarrollo. En muchos casos inyectan su veneno y no utilizan la larva, pero ésta no se recupera.
Los adultos se alimentan de néctar y son polinizadores secundarios. En aquellas especies en que ambos sexos son alados, los machos y las hembras son de igual tamaño, pero en los que la hembra carece de alas el macho es más grande y puede llevar a la hembra volando unido a ella por sus órganos sexuales. Esto es importante para la hembra porque es la única forma en que puede obtener néctar.
Se los considera útiles como controles biológicos, especialmente la subfamilia Tiphiinae, por alimentarse de larvas de escarabajos, muchos de los cuales son plagas dañinas. A veces se las ha introducido en otros países para que cumplan esta función.

## Taxonomía
La clasificación de los géneros de Tiphiidae es como sigue:

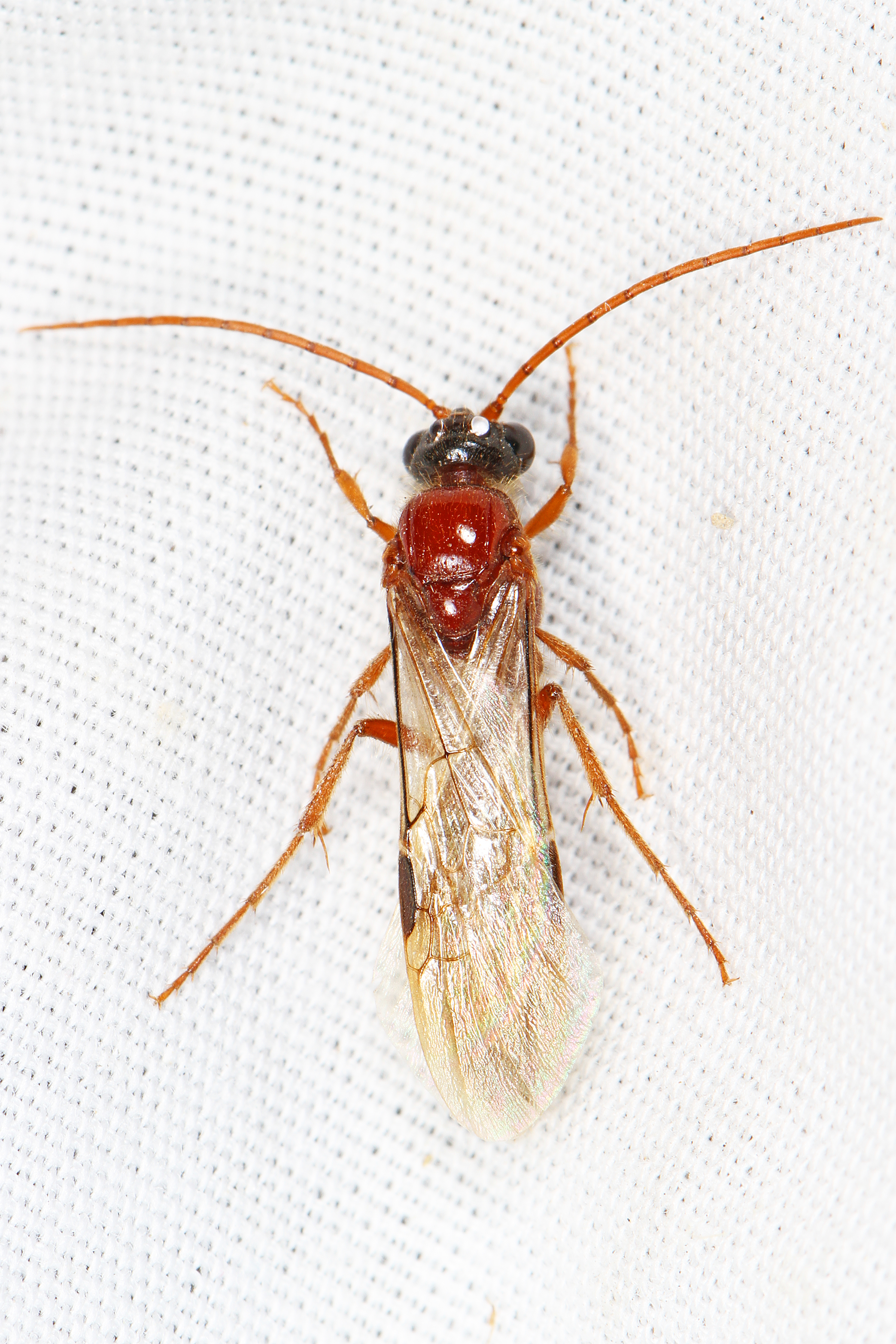
Una especie de Brachycistidinae fotografiado en Nevada, los Estados Unidos

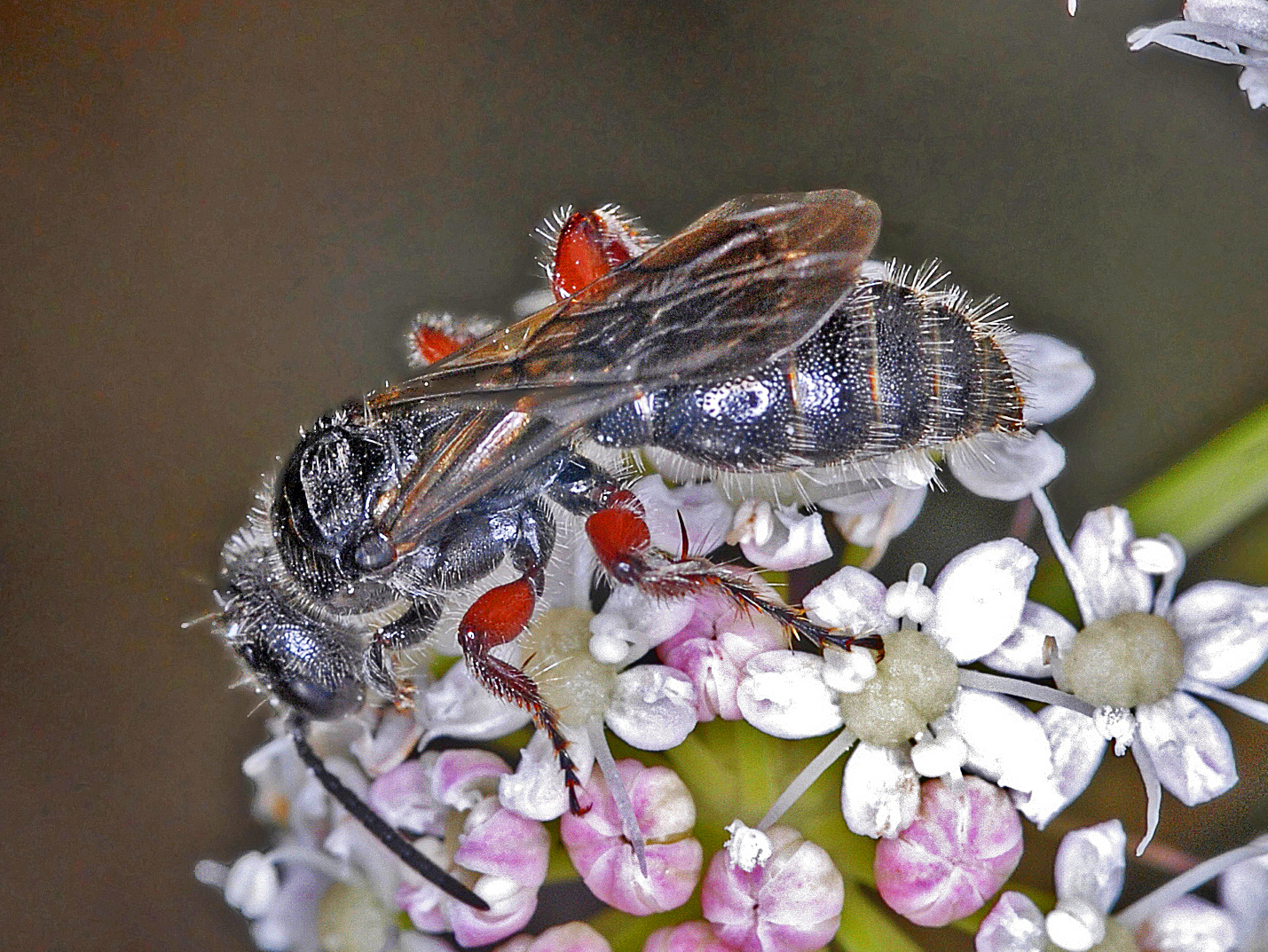
Tiphia femorata fotografiado en Italia

### SubfamiliaBrachycistidinae
- Acanthetropis Wasbauer, 1958
- Brachycistellus Baker, 1907
- Brachycistina Malloch, 1926
- Brachycistis Fox, 1893
- Brachymaya Kimsey & Wasbauer 1999
- Colocistis Krombein, 1942
- Dolichetropis Wasbauer, 1968
- Glyptacros Mickel & Krombein, 1942
- Hadrocistis Wasbauer, 1968
- Paraquemaya Kimsey & Wasbauer, 1999
- Sedomaya Kimsey & Wasbauer, 1999
- Stilbopogon  Mickel & Krombein, 1942

### SubfamiliaTiphiinae
- Cabaraxa Nagy, 1974
- Cyanotiphia  Cameron, 1907
- Epomidiopteron Romand, 1835
- Icronatha Nagy, 1967
- Krombeinia Pate, 1947
- Ludita Nagy, 1967
- Mallochessa Allen, 1972
- Megatiphia Kimsey, 1993
- Neotiphia Malloch, 1918
- Paratiphia Sichel, 1864
- Pseudotiphia Ashmead 1903
- Tiphia Fabricius, 1775